# Clemente Fernández Lorenzo
Clemente Fernández Lorenzo, conocido como Vidal (Corzos, 1901 - 26 de noviembre de 1936), fue un político gallego.

## Trayectoria
Hijo de Tiberio Fernández Vidal. Estudió en el Seminario de Astorga, donde trabó amistad con Alfonso Ortega Prada. Fue nombrado secretario del municipio de Villarino de Conso durante la Dictadura de Primo de Rivera y durante la República fue secretario del municipio de Monterrey. Secretario del comité de Izquierda Republicana de La Vega, con el triunfo del Frente Popular fue nombrado delegado gubernamental para proceder a la destitución de la corporación derechista. Fue concejal de La Vega desde el 3 de marzo.
Con el Golpe de Estado en España de julio de 1936 fue presidente del Comité Revolucionario de Defensa de la República que pasó a ocupar el cargo de gobierno el 21 de julio. Luego huyó a la montaña. Fue capturado por la Guardia Civil el 24 de noviembre en la sierra de Seoane junto a Manuel González Yebra, Amable Vidal Enríquez y Fortunato Vega Rodríguez, que allí fueron fusilados. Fue trasladado a Lameiros, a unos 200 metros de La Vega, donde dos días después fue asesinado por la espalda por los guardias.

## Vida personal
Es hermano de Rafael y Tiberio Fernández Lorenzo.